# Kenneth Gustafsson
Kenneth Ingemar Gustafsson (Göteborg, 19 agosto 1982) è un ex calciatore svedese, di ruolo centrocampista.

## Carriera

### Club
Gustafsson giocò nel Malmö, prima di passare in prestito ai norvegesi del Lyn Oslo. Esordì nell'Eliteserien il 19 agosto 2001, subentrando ad Aleksander Midtsian nella vittoria per 2-5 sul campo dello Stabæk. Tornò poi al Malmö, prima di essere ceduto a titolo definitivo al Trelleborg. Nel 2005, fu in forza all'IFK Malmö. Emigrò poi in Islanda, per militare nelle file del Keflavík. Dopo un'esperienza con i finlandesi del Mariehamn, tornò in Svezia per giocare al Gunnilse.